# Shillingford (Devon)
Shillingford – wieś w Anglii, w hrabstwie Devon, w dystrykcie Mid Devon.